# Municipio de Grilley
El municipio de Grilley (en inglés: Grilley Township) es un municipio ubicado en el condado de McHenry en el estado estadounidense de Dakota del Norte. En el año 2010 tenía una población de 55 habitantes y una densidad poblacional de 0,59 personas por km².

## Geografía
El municipio de Grilley se encuentra ubicado en las coordenadas 48°30′35″N 100°59′4″O / 48.50972, -100.98444. Según la Oficina del Censo de los Estados Unidos, el municipio tiene una superficie total de 93.31 km², de la cual 93,05 km² corresponden a tierra firme y (0,27 %) 0,25 km² es agua.

## Demografía
Según el censo de 2010, había 55 personas residiendo en el municipio de Grilley. La densidad de población era de 0,59 hab./km². De los 55 habitantes, el municipio de Grilley estaba compuesto por el 98,18 % blancos, el 1,82 % eran amerindios. Del total de la población el 0 % eran hispanos o latinos de cualquier raza.